# Верволф (бункер)
Вижте пояснителната страница за други значения на Werwolf.
Вълколак (на немски: Werwolf) е бункер и команден пункт на главнокомандващия Вермахта на Източния фронт по време на Втората световна война – Адолф Хитлер. Бункерът служи за команден пункт от есента на 1942, до есента на 1943 г. След края на Блицкрига срещу СССР (който приключва с битката за Москва), Хитлер сваля Валтер фон Браухич от командването на Вермахта в настъпателната операция срещу Съветския съюз, и лично фюрера поема управлението (и отговорността) за по-нататъшните стратегически операции в „кръстоносния поход срещу комунизма“.

## Команден пункт
От „Вълколак“ се осъществява управлението на войските в хода на лятното настъпление на Вермахта през 1942 г. с битката при Харков и решителната за изхода на Втората световна война – Сталинградска битка. Оттук се осъществява ръководството на Вермахта и в битката при Курск, целяща да изземе стратегическата инициатива от Съветите, и съответно след евентуална победа да обърне хода на Втората световна война след загубата на Вермахта в битката при Сталинград.
Хитлер пребивава активно във „Вълколакът“ във Виница в периода от 16 юли 1942 до 27 август 1943 г. На 28 декември 1943 г. върховното германско командване (ОКВ) решава съдбата на „Вълколак“ предвид стремителното настъпление на Червената армия на Източния фронт – през март 1944 г. комплексът е взривен, понеже Вермахтът не може да осигури необходимите на Манщайн 12 дивизии за удържането на Донбас и съответно на Виница.
По сведения на съвременници „Вълколак“ е любимият команден пункт на Хитлер.

## Характеристики
Бункерът се намира на 8 km от Виница, Украйна. „Вълколак“ е комплекс на няколко етажа, само 1 от които е на повърхността. Стоманобетонните му конструкция и стени (с дебелина от няколко метра) са предвидени да издържат на всякакви бомбардировки. Строителството му започва през есента на 1941 и е завършено в рамките на година – през есента на 1942 г. Реализирано е от германската строителна компания „Тодт“. На 10 април 1942 е завършена конструкцията, а на 16 юли същата година Хитлер мести командването от Растенбург (Източна Прусия, днес Полша) във Виница. Бункерът е ограден с бодлива тел от 2,5 km и представлява комплекс от около 80 помещения, снабдени със собствена електроцентрала, водонапорна кула и малко летище. Охраната на „Вълколак“ се осъществява от многобройни вишки, картечни гнезда, укрепени пунктове, като има и специално съоръжени и защитени места за зенитните оръдия за отбрана от въздуха.
В комплекса са били разположени център, обезпечаващ сигурността от Гестапо, телефонна централа с пункт за свръзка, столова, жилищни помещения, включително плувен басейн за спорт. Преди построяване на комплекса мястото е било известно като „къщата на дъбовете“. На 8 km от „Вълколак“ в с. Гуливци е бил разположен командният пункт на Луфтвафе за Източния фронт, ръководен от Херман Гьоринг. Общото командване на въоръжените сили на Оста (ОКВ) (сухопътните и военновъздушните) на Източния фронт се е осъществявало от щаба, намирал се в болницата на Виница, носеща името на големия руски хирург Николай Пирогов. Снабдяването на „Вълколак“ се е осъществявало от промишлеността на Виница, включвала винпром, консервен комбинат, мебелна фабрика, като специално за нуждите на снабдяването на командния пункт с пресни зеленчуци и плодове е създадено малко селско стопанство.

## Фалшификации
Съветската историография по време и след Втората световна война с цел да снеме отговорността и вината от СССР за извършения по време на ежовщината масов разстрел край Виница, измисля лъжата, че за строителството на „Вълколак“ са експлоатирани съветски военнопленници, които след завършване на строежа са разстреляни, подценявайки немаловажната подробност, че не е логично за толкова важен стратегически обект да се ползват неквалифицирани военнопленници, още повече предвид риска от саботаж. „Over 14 000 Soviet people who had built the Werewolf facility and worked there were slaughtered by the fascists. That is why we want to put a fence around it and make it a memorial to the victims of fascism, to preserve their memory“, maintained Lyubov Spiridonova, deputy head of the Vinnitsa administration.
След разкриването на ужасната Винишка трагедия е съставена международна независима комисия за разследване на Винишката трагедия, която безспорно установява, че невинните жертви са разстреляни в годините 1937/38 с по 1 куршум в тила. Българските представители в тази независима международна експертна комисия са „осъдени“ и разстреляни също с куршум в тила от „трети състав“ на т.нар. Народен съд като „провинени“ по установяването на извършеното от Съветите Катинско клане и по трагедията във Виница.
След рухването на Съветския съюз, в Русия се признава за извършеното Катинско клане, докато за Винишката трагедия все още в съвременна Русия се пази мълчание.

## Интересни факти
- Последният ден, в който Адолф Хитлер пребивава във „Вълколак“, е 27 август 1943 г.
- На следващия ден – 28 август 1943 г., последният действителен българския цар умира.[2]
- По време на Втората световна война на Изток интересите на Райха и останалите съюзници в Червена Москва се представляват и осъществяват от посолството на Царство България в Москва, а интересите на СССР в Нацистка Германия се представляват и осъществяват от посолството на Съветския съюз в София.